# Катуков Михайло Юхимович
Михайло Юхимович Катуко́в (нар. 4 (17) вересня 1900, с. Велике Уварово, Коломенського повіту, зараз Озерського району Московскої області — пом. 8 червня 1976, Москва) — радянський військовий діяч, маршал бронетанкових військ, двічі Герой Радянського Союзу.

## Біографія
Катуков Михайло Юхимович народився 4 (17) вересня 1900 року в селі Велике Уварово Озьорського району Московської області в селянській родині. Росіянин. З 12-річного віку розпочав трудову діяльність «хлопчиком на побігеньках» при молочному магазині в Москві.
В березні 1919 року добровільно вступив до лав Червоної Армії. Рядовим червоноармійцем брав участь у боях з білогвардійцями на Південному фронті, в поході Червоної Армії в Польщу.
В 1922 році закінчив піхотні курси червоних командирів в м. Могильов і направляється командиром взводу в 27-му Омську стрілецьку дивізію. В складі дивізії пройшов шлях від командира взводу до начальника полкової школи.
В 1926 — 1927 роках навчається на Вищих стрілецьких курсах.
З початком формування перших танкових бригад на початку 1930-х років, М.Катукова призначають командиром навчального батальйону 134-ї танкової бригади. Пізніше призначений начальником штабу цієї бригади.
В 1935 році закінчує Академічні курси удосконалення командного складу при Військовій Академії моторизації і механізації РСЧА і призначаються начальником штабу механізованого корпусу, а потім — командиром танкової бригади. В 1939 році бригада Катукова бере участь в Радянсько-польській війні, наступаючи на територію Західної України.
В листопаді 1940 року призначається командиром 20-ї танкової дивізії 9-го механізованого корпусу Київського особливого військового округу.
23 червня 1941 року дивізія Катукова прийняла свій перший бій в районі Луцьк — Клевань, намагаючись зупинити просування німецької 1-ї танкової групи Е.фон Клейста. Брав участь в оборонних боях в районі Дубно, Коростень.
Після розформування механізованих корпусів в вересні 1941 року, призначений командиром 4-ї танкової бригади. Бригада діяла на підступах до Москви. В районі Мценська танкісти Катукова зупинили просування військ Г.Гудеріана, за що бригада стала іменуватись: «1-ша гвардійська танкова бригада».
10 листопада 1941 року Катуков отримав звання генерал-майора танкових військ і нагороджений орденом Леніна.
В 1942 році генерал-майор Катуков послідовно командував 1-м танковим та 3-м механізованим корпусами на Курсько-Воронезькому напрямку.
На Курській дузі генерал Катуков вже командує 1-ю танковою армією. Тут танкісти Катукова з надзвичайною мужністю бились з німецькими танками, за що всі корпуси, бригади і окремі частини 1-ї танкової армії були перейменовані у гвардійські і нагороджені орденами Леніна і Червоного Прапора.
Після Курської дуги 1-ша танкова армія увійшла до складу 1-го Українського фронту. Брала участь у визволенні Правобережної України. В ході проведення Проскурівсько-Чернівецької наступальної операції, танкова армія Катукова за період з 6 по 19 березня 1944 року здійснила 300-км марш в район Шепетівки, і прорвавши оборону німців 21 березня в районі Тернопіль, Проскурів, ввійшла в глибокий тил супротивника, з ходу форсувала Дністер і Прут, захопивши плацдарми.
В подальшому танкова армія брала участь в Львівсько-Сандомирській, Вісло-Одерській і Берлінській наступальних операціях.
Після закінчення війни генерал Катуков командував 1-ю гвардійською танковою армією, був командуючим бронетанковими і механізованими військами Групи радянських військ в Німеччині, начальником Радянської військової адміністрації землі Саксонія.
В 1950 році направлений на навчання на Вищі академічні курси при Академії Генштабу.
З 1951 року — командуючий 5-ю гвардійською механізованою армією (Білоруський ВО).
З 1955 року — генерал-інспектор Головної інспекції МО СРСР по танковим військам.
З 1957 року — заступник начальника Головного управління бойової підготовки Сухопутних військ.
В жовтні 1959 року Катукову присвоєно звання «Маршал бронетанкових військ».
З 1963 року — військовий інспектор-радник Групи генеральних інспекторів МО СРСР.
Помер 8 червня 1976 року. Похований в Москві.

## Нагороди
- Дві медалі «Золота Зірка» Героя Радянського Союзу (23.09.1944, 06.04.1945)
- Чотири ордени Леніна
- Три ордени Червоного Прапора
- Два ордени Суворова 1-го ступеня
- Орден Кутузова 1-го ступеня
- Орден Богдана Хмельницького 1-го ступеня
- Орден Кутузова 2-го ступеня
- Орден Червоної Зірки
- Орден «За службу Батьківщині в Збройних Силах СРСР» 3-го ступеня
- Медалі
- Нагороди іноземних держав
- М. Ю. Катуков є Почесним громадянином міст: Мценськ, Озьори, Берлін.

## Пам'ять
- Бронзовий бюст в м. Озьори Московської області.
- Пам'ятник на могилі в м. Москва на Новодівочому цвинтарі.
- Меморіальна дошка на будинку, у якому жив (м.Москва).
- Ім'ям Катукова названо вулиці в містах: Москва, Озьори, Волоколамськ, Липецьк, Мценськ, Сніжне, Чернівці, Орел, Козятин, Борщів.